# جاك نغويا
جاك نغويا (بالفرنسية: Jacques N'Guea)‏ (مواليد 8 نوفمبر 1955) هو لاعب كرة قدم. يلعب مع منتخب الكاميرون لكرة القدم. سبق له أن لعب في كأس العالم لكرة القدم مع منتخب بلاده.

## روابط خارجية
- جاك نغويا على موقع الاتحاد الدولي (مؤرشف)  (الإنجليزية)
- جاك نغويا على موقع قاعدة بيانات كرة القدم.إي يو (الإنجليزية)
- جاك نغويا على موقع ناشيونال فوتبول تيمز (الإنجليزية)
- جاك نغويا على موقع عالم كرة القدم.نت (الإنجليزية)